# Arcteonais lomondi
Arcteonais lomondi — вид кільчастих червів родини Naididae

## Поширення
Голарктичний вид. Поширений у прісних водоймах Європи, Північної Азії та Північної Америки.

## Опис
Тіло завдовжки 6-10 мм. Забарвлення жовтяве. На спині є 8-18 пучків щетинок. Є хоботок. Очі можуть бути, а можуть і не бути. Плаває у воді звиваючи тіло.